# Cumbria
Cumbria là một hạt phi đô thị ở tây bắ của Anh. Hạt có diện tích  km², dân số người. Hạt và Hội đồng hạt Cumbria, chính quyền địa phương, được thiết lập vào năm 1974 sau khi thông qua Đạo luật Chính quyền địa phương 1972. Giải quyết lớn nhất của Cumbria và thị trấn quận là Carlisle. Nó bao gồm sáu quận, huyện, và trong năm 2008 đã có dân số gần một nửa triệu người. Cumbria là một trong các hạt dân cư thưa thớt nhất ở Vương quốc Anh, với 73,4 người trên một  km² (190/sq mi). Mặc dù vậy, Borough Barrow-Furness-, ở phía nam, có mật độ dân số hơn mười hai lần tại 921/ km² (2,385.3 / sq mi).
Cumbria, hạt nghi lễ lớn nhất thứ ba quận ở Anh theo khu vực, được bao bọc phía bắc khu vực của hội đồng Scotland Dumfries và Galloway, về phía tây vùng biển Ireland, ở phía nam của Lancashire, phía Đông Nam của Bắc Yorkshire, và phía đông bởi County Durham và Northumberland.
Một hạt chủ yếu là nông thôn, Cumbria chứa hồ District và vườn quốc gia Lake District, được coi là một trong những khu vực nổi bật nhất của Anh của vẻ đẹp tự nhiên, phục vụ là nguồn cảm hứng cho các nghệ sĩ, nhà văn và nhạc sĩ. Cumbria là miền núi, và nó có chứa tất cả các đỉnh cao ở Anh trong vòng 900 m (3.000 ft) trên mực nước biển, với Scafell Pike 978 mét (3.209 ft) là điểm cao nhất của nước Anh. An, vùng cao khu vực ven biển và nông thôn, di sản của Cumbria được đặc trưng bởi cuộc xâm lược, di cư và giải quyết, cũng như các trận chiến và những cuộc đụng độ giữa Anh và Scotland. Di tích lịch sử ở Cumbria lâu đài Carlisle, tu viện Furness, và tường Hadria.